# Lemasul
Lemasul, Lemesul, Lemochule o Lemosul (en inglés: Lemasul Islet) es una pequeña isla del Atolón Satowan, Estados Federados de Micronesia. Está ubicado en el municipio de Kuttu, estado de Chuuk, en la parte occidental del país, 500 km al oeste de Palikir.
La tierra de Lemasul es plana. El punto más alto de la isla está a 27 metros sobre el nivel del mar. Abarca 1,5 km de norte a sur y 1,2 km de este a oeste.